# Roland Dubuisson
Roland Dubuisson est un joueur français de tennis. Il est vainqueur du tournoi junior de Roland-Garros en 1950.

## Carrière[1]
- 1949 : Roland Garros : 1er tour perdu par forfait contre Jean Becker
- 1950 : Roland Garros : 1er tour perdu contre Jacques Peten (6-3 4-6 7-5 6-3)
- 1954 : Roland Garros : 1er tour bat par forfait Wayne Van Voorhees puis perd au 2e contre Mervyn Rose (9-7 6-0 6-2)